# Айдин Хрустич
Айдин Хрустич (англ. Ajdin Hrustic, нар. 5 липня 1996, Мельбурн, Австралія) — австралійський футболіст боснійського походження, півзахисник нідерландського клубу «Гераклес».

## Клубна кар'єра
Народився 5 липня 1996 року в місті Мельбурн. Вихованець юнацьких команд футбольних клубів «Саут Мельбурн», «Ноттінгем Форест», «Аустрія» (Відень), «Шальке 04», «Гронінген».
Перший професійний контракт уклав 2015 року з нідерландським клубом «Гронінген». Проте дебютувати вдалося лише 2 квітня 2017 року, вийшовши на заміну у матчі проти «АЗ». Через два тижні відзначився дебютним голом у ворота «Зволле».

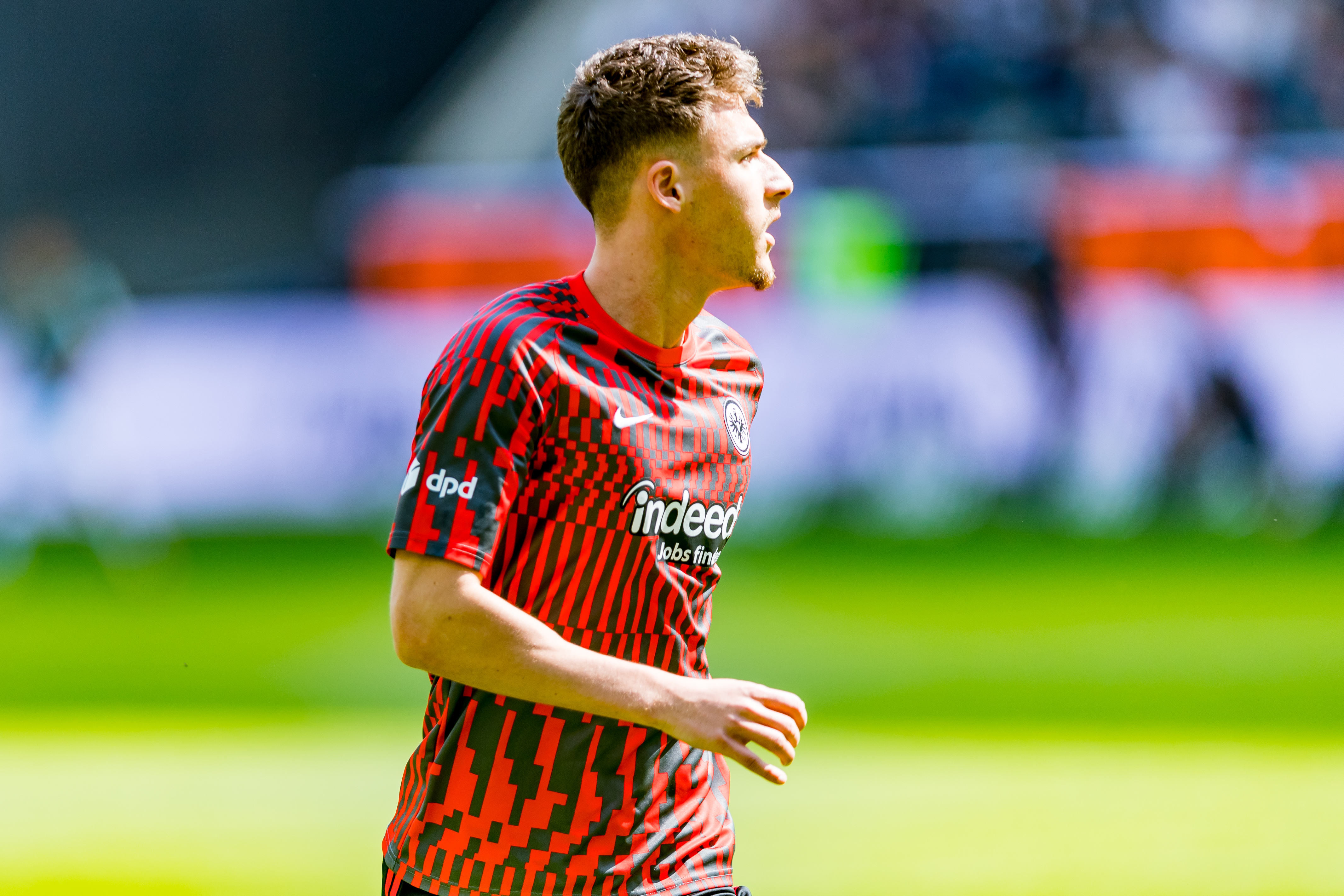
Айдин Хрустич під час виступів за «Айнтрахт». 2022 рік.

28 вересня 2020 року підписав трирічний контракт з німецьким «Айнтрахтом» (Франкфурт-на-Майні). За підсумками сезону 2021/22 Хрустич виграв з клубом Лігу Європи УЄФА, зігравши в тому числі і у фінальному матчі, де вийшов на поле на 106 хвилині замість Джибріля Соу і реалізував свій післяматчевий пенальті. Таким чином Хрустич став першим австралійським гравцем в історії, який виграв Лігу Європи УЄФА, а також першим австралійцем з 2005 року (після Гаррі К'юелла), який переміг у змаганнях під егідою УЄФА.
1 вересня 2022 року за 500 тисяч євро перейшов до італійської «Верони», з якою уклав чотирирічний контракт.

## Виступи за збірні
2017 року відмовився від пропозиції Боснійської федерації футболу приєднатися до їхньої збірної. А незабаром дебютував у складі національної збірної Австралії у товариському матчі проти Бразилії.
У складі збірної був учасником розіграшу Кубка конфедерацій 2017 року у Росії. На турнірі він був запасним гравцем та на поле не вийшов.
2018 року залучався до складу олімпійської збірної Австралії, за яку провів чотири матч.
4 червня 2021 року Адждін забив свій перший гол за національну збірну у відбірковому матчі до чемпіонату світу з футболу 2022 року проти Кувейту (3:0).
| Дата       | Місто      | Господарі         | Результат               | Гості             | Турнір                  | Голи | Примітки  |
| ---------- | ---------- | ----------------- | ----------------------- | ----------------- | ----------------------- | ---- | --------- |
| 13-6-2017  | Мельбурн   | Австралія         | 0 – 4                   | Бразилія          | товариський матч        | -    | 57'       |
| 10-10-2019 | Канберра   | Австралія         | 5 – 0                   | Непал             | Відбір до ЧС 2022       | -    | 71'       |
| 15-10-2019 | Гаосюн     | Китайський Тайбей | 1 – 7                   | Австралія         | Відбір до ЧС 2022       | -    | 69'       |
| 3-6-2021   | Ель-Кувейт | Австралія         | 3 – 0                   | Кувейт            | Відбір до ЧС 2022       | 1    |           |
| 7-6-2021   | Ель-Кувейт | Австралія         | 5 – 1                   | Китайський Тайбей | Відбір до ЧС 2022       | -    |           |
| 11-6-2021  | Ель-Кувейт | Непал             | 0 – 3                   | Австралія         | Відбір до ЧС 2022       | -    |           |
| 15-6-2021  | Ель-Кувейт | Австралія         | 1 – 0                   | Йорданія          | Відбір до ЧС 2022       | -    | 87'       |
| 2-9-2021   | Доха       | Австралія         | 3 – 0                   | КНР               | Відбір до ЧС 2022       | -    |           |
| 5-9-2021   | Ханой      | В'єтнам           | 0 – 1                   | Австралія         | Відбір до ЧС 2022       | -    | 78'       |
| 7-10-2021  | Доха       | Австралія         | 3 – 1                   | Оман              | Відбір до ЧС 2022       | -    |           |
| 12-10-2021 | Сайтама    | Японія            | 2 – 1                   | Австралія         | Відбір до ЧС 2022       | 1    |           |
| 11-11-2021 | Сідней     | Австралія         | 0 – 0                   | Саудівська Аравія | Відбір до ЧС 2022       | -    | 67'       |
| 16-11-2021 | Шарджа     | КНР               | 1 – 1                   | Австралія         | Відбір до ЧС 2022       | -    | 50' 76'   |
| 1-2-2022   | Маскат     | Оман              | 2 – 2                   | Австралія         | Відбір до ЧС 2022       | -    | 62'       |
| 24-3-2022  | Сідней     | Австралія         | 0 – 2                   | Японія            | Відбір до ЧС 2022       | -    |           |
| 29-3-2022  | Джидда     | Саудівська Аравія | 1 – 0                   | Австралія         | Відбір до ЧС 2022       | -    |           |
| 1-6-2022   | Ель-Вакра  | Австралія         | 2 – 1                   | Йорданія          | товариський матч        | -    | 46'       |
| 7-6-2022   | Ер-Раян    | ОАЕ               | 1 – 2                   | Австралія         | Відбір до ЧС 2022       | 1    | 55' 90+1' |
| 13-6-2022  | Ер-Раян    | Австралія         | 0 – 0 д.ч. (5 – 4 п.п.) | Перу              | Відбір до ЧС 2022       | -    |           |
| 22-9-2022  | Брисбен    | Австралія         | 1 – 0                   | Нова Зеландія     | товариський матч        | -    | 61'       |
| 26-11-2022 | Ель-Вакра  | Туніс             | 0 – 1                   | Австралія         | ЧС 2022 - груповий етап | -    | 64'       |
| 30-11-2022 | Ель-Вакра  | Австралія         | 1 – 0                   | Данія             | ЧС 2022 - груповий етап | -    | 89'       |
| 3-12-2022  | Ер-Раян    | Аргентина         | 2 – 1                   | Австралія         | ЧС 2022 - 1/8 фіналу    | -    | 58'       |
| 15-6-2023  | Пекін      | Аргентина         | 2 – 0                   | Австралія         | товариський матч        | -    | 46'       |
| 21-3-2024  | Сідней     | Австралія         | 2 – 0                   | Ліван             | Відбір до ЧС 2026       | -    | 42'       |
| 26-3-2024  | Канберра   | Австралія         | 5 – 0                   | Ліван             | Відбір до ЧС 2026       | -    | 55'       |
| Усього     |            | Матчів            | 26                      |                   | Голів                   | 3    |           |

## Титули і досягнення
- Володар Ліги Європи УЄФА (1):

«Айнтрахт»: 2021/22